# Servicio 303 (Corredor Azul)
El servicio 303 es una línea del Corredor Azul, que conecta los distritos de San Juan de Lurigancho y Miraflores.

## Características
Inició operaciones el 26 de julio de 2014. Su recorrido inaugural, abarcaba desde el cruce de la avenida Tacna con el jirón Virú hasta el distrito de Miraflores. En octubre de 2016, la ruta fue ampliada hasta su actual paradero ubicado en el sector de Caja de Agua, en el distrito de San Juan de Lurigancho, En 2023 la ruta se amplio hasta la Estación Caja de Agua del Metro.
El servicio es denominado semi expreso debido a que cuenta con pocos paraderos por sentido. Al igual que el servicio 412 del Corredor Morado, atraviesa los Túneles Santa Rosa y San Martín. Opera con una flota de autobuses de 12 metros.

### Horarios
| Días                | Horario                   |
| ------------------- | ------------------------- |
| Lunes a sábado      | 06:00 a. m. - 09:00 p. m. |
| Domingos y feriados | sin servicio              |

### Tarifas
Los únicos medios de pago válidos son la tarjeta Lima Pass y la tarjeta del Metropolitano.
| Tipo    | Precio  |
| ------- | ------- |
| General | S/ 1.50 |
| Medio   | S/ 0.75 |

## Recorrido
| Ida Pardo           | Avenida Lima (esq. Avenida Flores de Primavera) — Avenida Rimac — Túnel San Martín — Prolongación Tacna — Puente Santa Rosa — Avenida Tacna — Avenida Garcilaso de la Vega — Avenida Arequipa (esq. Calle Dos de Mayo)                            |
| Vuelta Caja de Agua | Avenida Arequipa (esq. Calle Dos de Mayo) — Óvalo de Miraflores — Avenida Arequipa — Avenida Garcilaso de la Vega — Avenida Tacna — Puente Santa Rosa — Prolongación Tacna — Túnel Santa Rosa — Avenida Rímac — Avenida Perú (Parque del Maestro) |

## Paraderos
| N° | Paradero           | Común con   |
| -- | ------------------ | ----------- |
| 1  | Lima               |             |
| 2  | Comisaria          | 412         |
| 3  | La Losa            | 412         |
| 4  | Túnel              | 412         |
| 5  | Leoncio Prado      |             |
| 6  | Pizarro            | 412         |
| 7  | Huancavelica       | 306         |
| 8  | Nicolás de Piérola | 306         |
| 9  | Villarán           | 306         |
| 10 | España             | 301 302 306 |
| 11 | Huancayo           | 301 302 306 |
| 12 | Natalio Sánchez    | 306         |
| 13 | Alejandro Tirado   | 301 302 306 |
| 14 | Manuel Segura      | 301 302 306 |
| 15 | Risso              |             |
| 16 | Soledad            | 301 302     |
| 17 | Manuel Bañón       | 301 302     |
| 18 | Aramburú           | 301 302     |
| 19 | Angamos            | 301 302     |
| 20 | Dos de Mayo        | 302         |

| N° | Paradero         | Común con       |
| -- | ---------------- | --------------- |
| 1  | Dos de Mayo      | 302             |
| 2  | Angamos          | 301 302         |
| 3  | Aramburú         | 301 302         |
| 4  | Olavide          | 301 302 306     |
| 5  | Domingo Casanova | 301 302         |
| 6  | Bernardo Alcedo  |                 |
| 7  | Manuel Segura    | 301 302 306     |
| 8  | Emilio Fernández | 301 302 306     |
| 9  | Saco Oliveros    | 301 302 306     |
| 10 | España           | 301 302 306     |
| 11 | Bolivia          | 301 302 306     |
| 12 | Uruguay          | 306             |
| 13 | Moquegua         | 306             |
| 14 | Ica              | 306 412         |
| 15 | Pizarro          | 301 302 306 412 |
| 16 | Moquegua         | 412             |
| 17 | Ica              | 412             |
| 18 | Pizarro          | 336             |
| 19 | Alcázar          | 336 412         |
| 20 | Talara           |                 |
| 21 | Próceres         |                 |